# Педро де ла Роса
Педро де ла Роса (шп. Pedro de la Rosa) је шпански возач формуле 1.
У сезони 2009. је тест-возач за Макларен Мерцедес, а као главни возач у тркама је учествовао од 1999. до 2006. године.
Наредне године де ла Роса вози за екипу БМВ Заубер на првих четрнаест трка на којима је укупно освојио 6 бодова.
У 2011. се поново враћа у Макларен као резервни возач. Једина трка на којој је учествовао је била Велика награда Канаде где је у Зауберу заменио Серхија Переза који је доживео тежак удес на претходној трци у Монаку.
2012. године се поново враћа у формулу 1 као стандардан возач са екипом Хиспанија Рејсинг.